# Cividade estipendiária
Cividade, comunidade ou Estado estipendiário (em latim: civitas stipendaria) foi o tipo mais baixo e comum de cidades e comunidades locais sob governo romano.

## História
Cada província romana compreendia algumas comunidades de estatuto diferente. Ao lado das colônias romanas ou municípios, cujos residentes detinham a cidadania romana ou latina, uma província foi amplamente formada por comunidades alto-geridas de nativos (peregrinos), que distinguiam-se segundo o nível de autonomia que detinham: as cividades estipendiárias foram as mais inferiores, seguidos pelas cividades federadas (civitates foederatae) ligados a Roma por um tratado formal (fedo) e as cividades livres (civitates liberae) aos quais garantia-se privilégios específicos. As cividades estipendiárias eram as mais comuns — por exemplo, em 70 a.C. na Sicília havia 65 dessas cividades em oposição a apenas 5 cividades livres e 2 federadas — e forneceu o grosso da receita das províncias.